# Hosty
Hosty är en ort i Tjeckien.   Den ligger i regionen Södra Böhmen, i den centrala delen av landet, 90 km söder om huvudstaden Prag. Hosty ligger 445 meter över havet och antalet invånare är 160.
Terrängen runt Hosty är platt åt nordost, men åt sydväst är den kuperad. Runt Hosty är det ganska tätbefolkat, med 192 invånare per kvadratkilometer. Närmaste större samhälle är Písek, 18,6 km väster om Hosty. I omgivningarna runt Hosty växer i huvudsak blandskog.